# Euphorbia laurifolia
Euphorbia laurifolia är en törelväxtart som beskrevs av Antoine Laurent de Jussieu och Jean-Baptiste de Lamarck. Euphorbia laurifolia ingår i släktet törlar, och familjen törelväxter. Inga underarter finns listade i Catalogue of Life.